# Eurydika

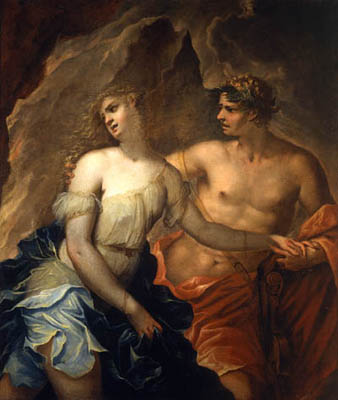
Orfeus a Eurydika, Federico Cervelli

Eurydika, též Euridika je velmi časté jméno ženských postav řecké mytologie.

## Eurydika - manželka Orfeova
Nejznámější je manželka bájného Orfea. Zamiloval se do ní, když coby ještě vodní víla naslouchala jeho zpěvu. Byli spolu velmi šťastni až do dne, kdy Eurydika zatoužila uvidět své družky. Cestou k nim ji uštkl had a Eurydika odešla do podsvětí. Nešťastný Orfeus se vydal do světa mrtvých poprosit vládce podsvětí o navrácení Eurydiky na svět. Vládce Hádés souhlasil pod podmínkou, že se za Eurydikou ohlédne až na zemi. Orfeus slib nedodržel a Eurydika se mu ztratila. Orfea na zemi zabily divé ženy a on se opět sešel s Eurydikou v podsvětí podruhé, tentokrát již navždy. 
Antický příběh tragické lásky byl v minulosti častým námětem pro nejrůznější umělecká díla, především v oblasti hudby, poezie a divadla.

## Eurydika - manželka krále Kreonta
Král Kreón vládl v Thébách dvakrát, poprvé po smrti krále Láia, pak se vzdal vlády ve prospěch Oidipa. Když byl Oidipus po neúmyslné vraždě vlastního otce Láia a sňatku s vlastní matkou Iokasté vypovězen z Théb, ujal se Kreón vlády podruhé. Po bratrovražedném boji zahynuli Oidipovi synové Eteoklés a Polyneikés, král nechal Eteokla důstojně pohřbít, avšak pohřbít Polyneikovo tělo zakázal. Antigona, jejich sestra, však zákaz překročila a za to ji král Kreón dal uvrhnout do skalního vězení, kde měla zemřít hladem. Antigona však spáchala sebevraždu a tak ji nalezl královský syn Haimón, syn Eurydiky, který se probodl ze zoufalství mečem. Tragédii dovršila královna Eurydika, která se rovněž usmrtila poté, co jí oznámili smrt jejího syna. 

## Eurydika - manželka krále Lykúrga
Lykúrgos vládl v Nemei, s manželkou Eurydikou měl syna Ofelta, který zahynul na začátku války Sedmi proti Thébám, když byl ještě maličký. Jeho smrt zavinila chůva Hypsipylé, kdysi královna na ostrově Lémnos. Jejího svěřence zardousil had, když ona ukazovala cestu k prameni vody.

## Eurydika - dcera Pelopova
Král Pelops byl synem sipylského krále Tantala, ale ze Sipylu ho vyhnal trojský král Ílos. Pelops se nato oženil s Hippodameiou a stal se tak nástupcem krále Oinomaa na trůnu v Píse. Eurydika byla jejich dcerou, rozhodně nebyla tak neblaze proslulá jako její bratři Átreus a Thyestés. Eurydiku některé prameny uvádějí jako matku Alkmény. 

## Eurydika - dcera krále Lakedaimóna
Lakedaimón byl synem samotného Dia a jeho milenky Plejády Taygeté. Král se oženil se Spartou, dcerou říčního boha Euróta (bůh stejnojmenné řeky, protékající městem Spartou a vlévající se do Lakónské zátoky), po níž nazval nové hlavní město v království. Jejich potomci byli: Amyklás, Hímeros a jejich sestry Eurydika, Asiné a Kléodiké.